# 鄭天財
鄭天財（1956年12月16日—），臺灣原住民阿美族政治人物，花蓮縣瑞穗鄉人，中國國民黨籍。現任立法委員，公務人員出身。

## 簡歷
鄭天財畢業於國立臺灣大學法律學系，歷任臺灣省政府副秘書長、行政院原住民族委員會副主任委員等職，是臺灣第一位升至簡任第十四職等（事務官最高職等）的原住民公務員，2002年，榮獲考試院頒發公務人員傑出貢獻獎。
2012年，中國國民黨提名其參選第八屆平地原住民選舉區立法委員並當選，而後多次連任至今。
2024年4月，與傅崐萁及其他16名中國國民黨籍立法委員赴中國大陸參訪，並會見中國共產黨中央政治局常委、政協主席王滬寧和國台辦主任宋濤等人。

## 爭議

### 拉椅子事件
2018年12月10日，立法院審查促進轉型正義委員會預算，中國國民黨立委曾銘宗、林德福、鄭天財、賴士葆、林為洲、費鴻泰等人到場包圍促轉會代理主委楊翠，稱其「非法代理，不得列席」，要求楊翠離開會議室。鄭天財忽然自後方強拉楊翠的椅子，使仍在椅子上的楊翠面露驚恐。賴士葆等人更直接拉倒桌子。眼見無法開會，開會十分鐘後便宣布散會。
鄭天財事後宣稱，他只是將楊翠的椅子平穩轉向門口，目的是請楊翠離開會議室。並說若他嚇到楊翠，他願意向楊翠致歉，但「絕對沒有抽椅子的行為」。

### 砸咖啡事件
2020年11月5日，退輔會主委馮世寬在立法院接受鄭天財質詢時，鄭天財對其回答不滿意，與其發生肢體衝突並朝其潑灑咖啡，潑到了退輔會副主委呂嘉凱。馮世寬脫下身上的西裝外套，要上前與鄭天財「理論」，但被攔下。
馮世寬事後表示，原住民是同胞，退輔會怎麼可能欺負原住民？鄭天財過去早就找過他溝通此事，早就溝通得非常清楚了。「這個舞臺是立委的，我們就當配角演出，但你不能讓配角演不下去啊！」馮世寬還說，鄭天財運氣好，如果在大街上遇到絕對不會對他客氣，一個軍人不能這樣受辱，而且是讓單位受辱、讓全國老百姓誤解。

### 國會辦公室遭搜索
台北地檢署稱，鄭天財涉嫌在2020年至2023年間收受賄賂並施壓行政機關。故在2024年8月27日約談鄭天財並搜索其國會辦公室，後令其200萬元交保限制出境出海。

### 戒嚴是為了保護台灣
2024年12月6日，《公職人員選舉罷免法》修法過程爆發衝突，途中鄭天財脫口說出：「戒嚴是為了保護台灣」引發譁然，其事後主張，國民黨戒嚴的時候真的是為了保護台灣，不能只以偏概全的說國民黨實施戒嚴完全錯誤。
民進黨立委邱議瑩受訪時表示父親邱茂男是白色恐怖受害者，並呼籲鄭天財致歉。

### 《原住民族委員會組織法》修正案
2024年12月13日， 在藍白紅立委挾人數優勢，以表決方式三讀通過國民黨立委鄭天財、無黨籍立委高金素梅等人所提的《原住民族委員會組織法》修正案，將原民會主委改由山地原住民與平地原住民輪流擔任，各族聘用委員則全改為無給職。 鄭天財更在受訪時表示，族群委員仍然存在，只不過改為無給職，改完後會非常超然、具有各族群代表性，因為族群委員不會在乎有無薪水，會更有專業，對原住民族政策的推動更有幫助；國民黨團亦提出附帶決議，讓原本一年新台幣兩千多萬元的族群委員人事費，改為晉用公務人員。
然而，馬英九執政時期的鄭天財及高金素梅卻主張提高族群委員職等給薪並提案修法，前後差異甚鉅，不免讓人質疑是否換了執政黨，就要自我閹割原住民族群的權益。此一修法亦引發眾多族群議會發表反對聲明，包含排灣族民族議會議長聲明、拉阿魯哇族聯合聲明、邵族聯合聲明、Tayal民族議會聲明、撒奇萊雅族聯合聲明、魯凱族民族議會聯合聲明、賽夏族聯合聲明、賽德克族民族議會聲明、臺灣原住民族權利促進會聲明以及原住民族委員會族群聘用委員等團體，陸續發出嚴正聲明要求撤回本次修法。

### 「第三人生」爭議
於壯世代政策與產業發展促進法審議過程中，鄭天財稱「第三人生」這個名詞民法第729條就有，引起討論。

## 選舉紀錄
| 年度 | 選舉屆數             | 選舉區           | 所屬政黨   | 得票數 | 得票率 | 當選標記 | 備註 |
| ---- | -------------------- | ---------------- | ---------- | ------ | ------ | -------- | ---- |
| 2012 | 第八屆立法委員選舉   | 平地原住民選舉區 | 中國國民黨 | 23,480 | 23.92% |          |      |
| 2016 | 第九屆立法委員選舉   | 平地原住民選舉區 | 中國國民黨 | 26,979 | 28.52% |          |      |
| 2020 | 第十屆立法委員選舉   | 平地原住民選舉區 | 中國國民黨 | 39,740 | 32.61% |          |      |
| 2024 | 第十一屆立法委員選舉 | 平地原住民選舉區 | 中國國民黨 | 45,242 | 38.00% |          |      |

## 外部連結
- 鄭天財的Facebook專頁

- 立法院－立法委員－鄭天財Sra．Kacaw委員簡介 （页面存档备份，存于）